# Thermopsis inflata
Thermopsis inflata là một loài thực vật có hoa trong họ Đậu. Loài này được Cambess. miêu tả khoa học đầu tiên.